# Grundpflicht des Soldaten
Die Grundpflicht des Soldaten ist eine Forderung, die in § 7 des Soldatengesetzes an alle Soldaten der Bundeswehr gestellt wird.

„Der Soldat hat die Pflicht, der Bundesrepublik Deutschland treu zu dienen und das Recht und die Freiheit des deutschen Volkes tapfer zu verteidigen.“

Der Wortlaut ist derselbe, der auch beim Gelöbnis und der Vereidigung von Soldaten der Bundeswehr gesprochen wird: Der Soldat gelobt bzw. schwört also, seine Grundpflicht zu erfüllen. Die Bedeutung der Grundpflicht und der speziellen Pflichten des Soldatengesetzes werden jedem Soldaten in der Grundausbildung (vor seinem Gelöbnis) im Rahmen von Unterrichtungen durch die Vorgesetzten dargelegt. Im Speziellen ist dies die Aufgabe ziviler Rechtslehrer im Unterricht über Wehrrecht.

## Bedeutung der „Grundpflicht“
Die Formulierung in § 7 des Soldatengesetzes ist sehr allgemein gehalten und wird in den folgenden §§8–21, die spezielle Pflichten enthalten, konkretisiert. Dazu gehören beispielsweise die Pflicht zum Eintreten für die freiheitliche demokratische Grundordnung (§ 8), die Pflicht zum Gehorsam (§11) oder die Pflicht zur Kameradschaft (§12). Die Grundpflicht des Soldaten steht also juristisch in Konkurrenz zu den speziellen Pflichten und wird von diesen grundsätzlich verdrängt.
Trotzdem beschreibt der § 7 zwei Kernpflichten („treu dienen“), nämlich die Pflicht, jederzeit Dienst zu leisten, und die Pflicht, das Vermögen des Dienstherren zu wahren, die so nicht als spezielle Pflichten formuliert werden. Außerdem gibt die Formulierung „tapfer zu verteidigen“ einen Hinweis darauf, dass es die Pflicht des Soldaten ist, seine persönliche Furcht zu überwinden. Das schließt die Möglichkeit der Preisgabe der körperlichen Unversehrtheit und des eigenen Lebens ein, auch im Beistand für andere Kameraden in Not und Gefahr.